# Liste de rues et de places de Belgrade
Cet article présente une liste de rues et de places de Belgrade, la capitale de la Serbie.

## Municipalité de Čukarica
- Blagoja Parovića
- Kneza Višeslava

## Municipalité de Novi Beograd
- Antifašističke borbe
- Bulevar Arsenija Čarnojevića
- Bulevar Mihaila Pupina
- Bulevar umetnosti
- Bulevar Zorana Đinđića
- Dr Ivana Ribara
- Gandijeva
- Goce Delčeva
- Jurija Gagarina
- Milentija Popovića
- Narodnih heroja
- Omladinskih brigada
- Palmira Toljatija
- Pariske komune
- Pohorska
- Španskih boraca
- Tošin bunar
- Ušće
- Vladimira Popovića
- Vojvođanska

## Municipalité de Palilula
- Bulevar kralja Aleksandra (Boulevard du roi Alexandre)
- Ilije Garašanina
- Karnegijeva
- Kraljice Marije
- Ljubomira Stojanovića
- Mije Kovačevića
- Pančevački put
- Ruzveltova
- Slanački put
- Takovska
- Višnjička
- Zrenjaninski put

## Municipalité de Rakovica
- Rue Aleksandar-Vojinovića
- Gočka
- Patrijarha Dimitrija
- Patrijarha Joanikija
- Pere Velimirovića
- Pilota Mihaila Petrovića
- Vidikovački venac

## Municipalité de Savski venac
- rue Andre-Nikolića
- Birčaninova
- Bulevar kneza Aleksandra Karađorđevića (Boulevard du prince Alexandre Karađorđević)
- Bulevar oslobođenja (Boulevard de la Libération)
- Deligradska
- Dr Subotića
- Kamenička
- Kneza Miloša
- Kralja Milana
- Nemanjina
- Neznanog junaka
- Resavska
- Trg Slavija (Place de Slavija)
- Svetozara Markovića
- Užička
- Vladete Kovačevića

## Municipalité de Stari grad
- Cara Dušana
- Čika Ljubina
- Deligradska
- Francuska
- Gospodar Jevremova
- Gospodar Jovanova
- Gračanička
- Kosančićev venac
- Kosovska
- Knez Mihailova (Rue du Prince Michel)
- Kneginje Ljubice
- Bulevar kralja Aleksandra (Boulevard du roi Alexandre)
- Kralja Petra
- passage Mitrović - la plus petite rue de Belgrade (12 m de long)
- Kneza Sime Markovića
- Obilićev venac
- Pariska
- Simina
- Skadarlija
- Studentski trg (Place des Étudiants)
- Svetogorska
- Takovska
- Terazije
- Trg Nikole Pašića (Place Nikola Pašić)
- Trg Republike (Place de la République)
- Uzun Mirkova
- Vuka Karadžića

## Municipalité de Voždovac
- Bulevar oslobođenja (Boulevard de la Libération)
- Gospodara Vučića
- Jove Ilića
- Kumodraška
- Ustanička
- Vojvode Stepe

## Municipalité de Vračar
- Beogradska
- Bulevar kralja Aleksandra (Boulevard du roi Alexandre)
- Bulevar oslobođenja (Boulevard de la Libération)
- Kralja Milana
- Krunska
- Lamartinova
- Makenzijeva
- Njegoševa
- Prote Mateje
- Resavska
- Skerlićeva
- Svetog Save
- Svetozara Markovića
- Trg Slavija (Place de Slavija)

## Municipalité de Zemun
- Avijatičarski trg
- Banatska
- Batajnički drum
- Bežanijska
- Bulevar Mihaila Pupina
- Cara Dušana (Zemun)
- Dobanovačka
- Dobanovački put
- Dubrovačka
- Glavna
- Goce Delčeva
- Gospodska
- Grobljanska
- Ivićeva
- Karamatina
- Kej oslobođenja
- Lagumska
- Magistratski trg
- Marije Bursać
- Masarikov trg
- Nemanjina (Zemun)
- Njegoševa (Zemun)
- Palmira Toljatija
- Prvomajska
- Pukovnika Milenka Pavlovića (quartier de Batajnica)
- Rajačićeva
- Svetosavska
- Svetotrojičina
- Tošin bunar
- Ugrinovački put
- Visoka
- Zmaj Jovina (Zemun)

## Municipalité de Zvezdara
- Bulevar kralja Aleksandra (Boulevard du roi Alexandre)
- Gospodara Vučića
- Mije Kovačevića